# Moisej Levin
Moisej Levin (russisk: Моисе́й Зе́ликович Ле́вин) (født 16. februar 1896 i Vilnius i det Russiske Kejserrige, død 19. august 1946 i Sankt Petersborg i Sovjetunionen) var en sovjetisk filminstruktør.

## Filmografi
- Putesjestvie v Arzrum (Путешествие в Арзрум, 1936)[1][2]